# Haizhou Wan
Haizhou Wan (chiń. upr. 海州湾) – zatoka Morza Żółtego położona wzdłuż wschodniego wybrzeża Chin, w prowincji Jiangsu, pomiędzy półwyspem Szantung i ławicą Subei Bank. Nad brzegami zatoki leży miasto Lianyungang. Zatoka odgrywa istotną rolę w lokalnej gospodarce, zwłaszcza w rybołówstwie.